# سد تنگوئیه
سد تنگوئیه سیرجان، یک سد سنگریزه‌ای با هسته رسی بر روی رودخانه فصلی تنگوئیه می‌باشد که در ۲۵ کیلومتری شمال شرقی سیرجان در استان کرمان قرار گرفته است. این سد یکی از منابع تأمین آب شرب سیرجان و مناطق اطراف می‌باشد.

## اهداف و مشخصات
این سد برای استفاده بهینه از امکانات منابع آب و خاک حوضه رودخانه تنگوئیه انجام شد و تأمین آب شرب و کشاورزی هدف از ایجاد این سد بوده است. برای این منظور عملیات ساخت تصفیه خانه‌ای به ظرفیت ۱۰۰۰ لیتر در ثانیه برای تصفیه آب سد و چاه‌های آب شرب، برای تأمین ۶۰٪ آب شرب شهر سیرجان ساخته شد که با لوله گذاری به طول ۲۵ کیلومتر، آب را به این شهر منتقل می‌کند.

## موقعیت جغرافیایی و تاریخچه
سد تنگوئیه سیرجان در ۲۵ کیلومتری شمال شرق شهر سیرجان و ۱۶۰ کیلومتری جنوب کرمان واقع شده است. مساحت حوزه آبریز درحدود ۹۹۷ کیلومتر مربع و ورودی متوسط سالانه۹/۳۲ میلیون متر مکعب و آبدهی متوسط سالیانه در محل سد برابر ۱/۱ مترمکعب در ثانیه می‌باشد. مطالعات اولیه سد در سال ۱۳۶۴ انجام شد. مطالعات مرحله اول در سال ۱۳۷۴ مورد تصویب دفتر طرحهای توسعه منابع آب وزارت نیرو قرار گرفت و مطالعات مرحله دوم هم‌زمان با احداث سیستم انحراف در سال ۱۳۷۵ آغاز گردید.